# Szerves félvezető
A szerves félvezetők olyan szerves anyagok, amelyek félvezető elektromos tulajdonsággal bírnak. Ezek lehetnek molekuláris (pl. pentacén, antracén), vagy hosszú polimerláncú anyagok (mint a poliacetilén).
A szilíciumalapú félvezetők esetén tapasztalt egyes ipari gátak miatt nő a szerves félvezető anyagok iránti igény, és a velük kapcsolatos tudományos kutatás-fejlesztés. A szerves félvezetők kémiailag jobban kezelhetők, gyakran alacsony hőmérsékleten előállíthatók, így olcsóbbak lehetnek a szilícium eszközöknél.

## Kémiai jellemzői

### Dópolása
A vezető polimerek dópolása oxidálószer vagy olykor redukálószer hozzáadásával történik, melynek következtében töltéshordozók jelennek meg a polimer vezető molekulapályáin (ha vannak ilyen molekulapályák). Alapvetően két eljárást alkalmaznak vezető polimerek dópolására, ezek redoxifolyamatokon alapulnak:
1. Kémiai dópolás során egy polimer (például melanin) vékonyréteget oxidálószernek tesznek ki (pl. jód, bróm). Más (kevésbé gyakori) eljárás szerint az anyagot redukálószerrel hozzák reakcióba, ehhez gyakran alkálifémeket alkalmaznak.
2. Elektrokémiai dópolás során egy polimerrel bevont elektródát olyan elektrolitba merítenek, melyben a polimer nem oldódik. Elektromos potenciálkülönbséget hoznak létre az elektródák között, minek hatására az elektrolit megfelelő ionjai és a polimer között redoxireakció jön létre. Ennek során elektron elvonás vagy elektron leadás történik a polimeren, mely rendre n- illetve p típusú dópolást alakít ki.A vezető polimerek n-dópolása kevésbé gyakori, ugyanis a földi légkör oxidáló közeg, így az elektronban gazdag n-dópolt félvezető polimerek a légkör oxigénjével reakcióba lépve hamar elveszítenék töltéshordozóikat. Emiatt a kémiai n-dópolást inert gáz jelenlétében (pl. argonban) szokták végezni. Mivel laboratóriumi körülmények között az oldatok oxigénmentes kezelése egyszerű, így a fizikai kutatásokban gyakori az n-dópolású polimerek alkalmazása, még ha gyakorlati alkalmazásuk akadályokba is ütközik.